# 瓦魯納峰
46°21′08″N 9°59′35″E / 46.35222°N 9.99306°E

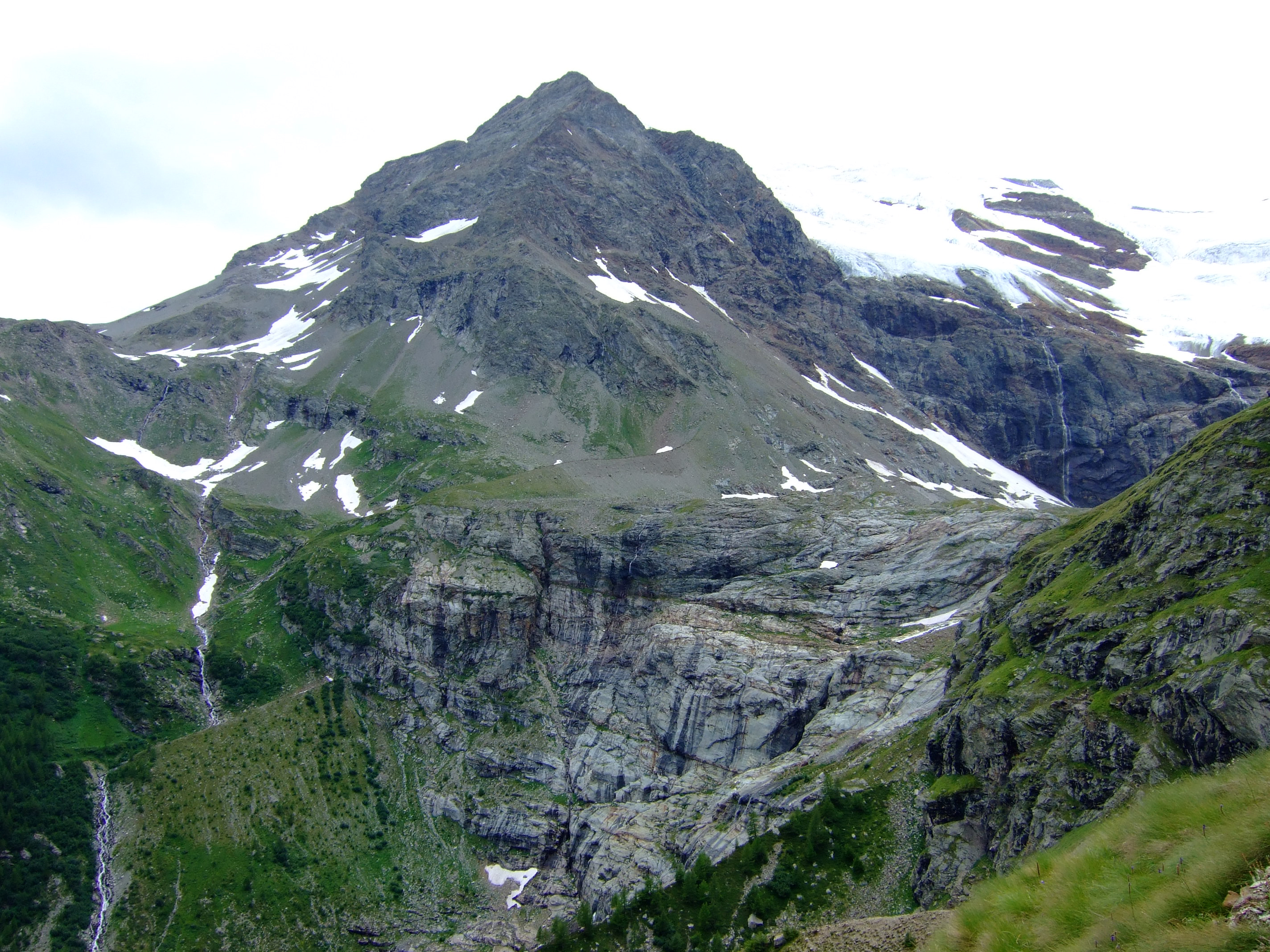

瓦魯納峰（義大利語：Piz Varuna），是中歐的山峰，位於意大利和瑞士接壤的邊境，屬於貝爾尼納山脈的一部分，該山峰海拔高度3,453米，每年平均降雨量1,386毫米。